# ميكيكو هاجيوارا
ميكيكو هاجيوارا (باليابانية: 萩原美樹子) مواليد 17 أبريل 1970 في اليابان، هي لاعبة كرة سلة يابانية سابقة. مثلت منتخب بلادها. شاركت في دورة الألعاب الأولمبية الصيفية سنة 1996. حققت المركز الثاني في دورة الألعاب الآسيوية 1994. لعبت مع ساكرامنتو موناركس وفينيكس ميركوري في الاتحاد الوطني لكرة السلة النسائية.

## الميداليات
| الميدالية | المسابقة                   |
| --------- | -------------------------- |
| فضية      | دورة الألعاب الآسيوية 1994 |

## روابط خارجية
- ميكيكو هاجيوارا على موقع الاتحاد الدولي لكرة السلة (الإنجليزية)
- ميكيكو هاجيوارا على موقع الاتحاد الوطني لكرة السلة النسائية (الإنجليزية)
- ميكيكو هاجيوارا على موقع بروبوليرز (الإنجليزية)
- ميكيكو هاجيوارا على موقع سبورتس رفرنس (الإنجليزية)
- ميكيكو هاجيوارا على موقع سبورتس رفرنس (الإنجليزية)
- ميكيكو هاجيوارا على موقع أوليمبيديا (الإنجليزية)